# Чума раков
Чума раков — микозное заболевание, вызывающее массовую гибель речных раков рода Astacus.

## История появления
Заболевание завезено в Европу в 1859 году, предположительно с раками из Северной Америки или с балластной водой. Эпидемия в Европе относится к 1860—1865 годам, когда, по-видимому, впервые зарегистрировано было массовое вымирание раков в Ломбардии. Затем, в конце шестидесятых годов того же века, чума распространилась в водоёмах Бельгии и Франции, а в 1878—1880 годах раки почти совсем вымерли в водах Бадена, Вюртемберга и Баварии вплоть до Верхней Австрии. Примерно в то же время вымирание раков зарегистрировано было в Средней и Северной Германии, в Мекленбурге и Саксонии; в 1881—1883 годах вымирание раков стало причиной исчезновения одерского рака.
В 1884 году рачья чума перешла через Вислу и в 1892 году распространилась по соседству с Россией — в Мазурии. В своём поступательном шествии с запада на восток эпидемия на некоторое время приостановилась у восточной границы Германии, но в разных её частях, как, например, в Мекленбурге, Бранденбурге и Западной Пруссии наблюдалась спорадически и в позднейшие годы, например в 1896. 
В России рачья чума появилась, по-видимому, в 1892 году, что совпадает с годом, когда эта эпидемия распространилась в водах соседней Мазурии. По единичным свидетельствам, мор раков замечался в пределах России значительно раньше, в 1878 году в устьях Дуная и в некоторых его нижних притоках, но, по-видимому, в последнем случае вымирание раков было вызвано другими причинами, в частности загрязнением вод рудничными стоками из соседних шахт. Подавляющее число источников называют годом появления чумы раков в России 1892 год. Странным является факт, что в России чума раков в течение одного года (1892—1893) распространилась по отдалённым друг от друга районам, таким как Привислянский, Днепровский, Волжский и Северо-Озерный, тогда как в Западной Европе эпидемия распространялась постепенно, последовательно охватывая новые территории. Предположительно этому способствовали ловцы раков, использовавшие в разных водоёмах заражённые ловушки. Известен случай непосредственного занесения заразы из Подольской губернии в бассейн реки Оки вместе с транспортом больных раков, а также сам факт проникновения рачьей чумы даже в водоёмы Западной Сибири (Тобольская губерния), то есть через Уральский хребет. 
С достаточной степенью достоверности рачья чума была зарегистрирована: 
- в 1892 году — в Бессарабской губернии (устья Дуная) и Поволжье (Самарская губерния);
- в 1893—1894 годах — в Днепровском районе, где, начав с лиманов и низовьев Днепра, двигалась постепенно вверх по течению;
- в 1893 году — в приозерной области (река Свирь, Онежское, Ладожское и другие озёра);
- в 1896 году — в бассейнах рек Дон и Западная Двина.

Только лишь несколько центральных губерний были более или менее пощажены эпидемией. Из-за вымирания раков их добыча, составлявшая довольно важный подсобный промысел для населения, сильно сократилась, а местами и вовсе прекратилась.
В 1907 году чума раков поразила Швецию, затем несколько десятилетий о крупных очагах заражения не сообщалось. В 1959 году для восстановления рачьей популяции был ввезён сигнальный рак из Северной Америки, который имел повышенную сопротивляемость заболеванию, однако, как впоследствии оказалось, одновременно являлся носителем болезнетворного грибка.
В 1971 году чума раков была обнаружена в Норвегии, в 1972 — в Испании, в 1981 — в Великобритании, в 1984 — в Турции и в 1987 — в Ирландии.
В 2001 и в 2006 годах чума была зафиксирована в Московской области в Шатурских водоемах и по всему району.

## Этиология
Заражение происходит через зооспоры грибка Aphanomyces astaci из семейства оомицеты, которые с помощью двух жгутиков передвигаются от переносчика к хозяину. При заражении нового хозяина зооспора отбрасывает оба жгутика, образует цисту на хозяине и пытается проникнуть во внешний слой покровов. Продолжительность жизни зооспоры составляет примерно 5 дней без хозяина, а процесс отбрасывания жгутиков может возобновляться до 3 раз.
Американские речные раки устойчивы к чуме и являются её основными переносчиками. Их собственные ферменты предотвращают распространение заболевания. С линькой рака грибок попадает в воду и начинает производство спор.

### Симптомы
После заражения у речного рака пропадает рефлекс защиты. Рак усиленно чешет клешнями глаза, брюхо и конечности. У него усиливается дневная активность и появляются симптомы паралича. Конечности отпадают, рак опрокидывается на бок и в таком положении околевает.
Заболевание неизлечимо и влечёт для раков летальный исход.